# Лоретта Блейк
Лоретта Блейк (англ. Loretta Blake; 17 квітня 1898 — 30 липня 1981) — американська акторка.
Лоретта Блейк народилася 17 квітня 1898 року в штаті Небраска, США. Відома участю у фільмах «Підрозділ номер 37» (1915), «Розбита колиска» (1915) та «Стовідсотковий американець» (1918).
Померла 30 липня 1981 в Альгамбра, Каліфорнія, США.

## Вибрана фільмографія
- 1916 — Його фотографія в газетах / His Picture in the Papers
- 1917 — Маленька принцеса / The Little Princess